# Carapita (metro de Caracas)
Carapita es una de las estaciones de la Línea 2 del Metro de Caracas.